# Wasser- und Schifffahrtsdirektion Süd
Die Wasser- und Schifffahrtsdirektion Süd (WSD Süd) war eine Bundesmittelbehörde und dem Bundesministerium für Verkehr, Bau und Stadtentwicklung (BMVBS) nachgeordnet. Der Sitz war in Würzburg.
Am 1. Mai 2013 wurde die Behörde zunächst eine Außenstelle der Generaldirektion Wasserstraßen und Schifffahrt (GDWS) und mit dem Inkrafttreten des WSV-Zuständigkeitsanpassungsgesetzes (BGBl. Teil 1 Nr. 24 Jahrgang 2016, S. 1257ff) am 1. Juni 2016 zum Standort Würzburg der GDWS.

## Zuständigkeit
Die Wasser- und Schifffahrtsdirektion Süd war zuständig für die Gewährleistung der Sicherheit und die Leichtigkeit des Verkehrs auf den Bundeswasserstraßen Main, Main-Donau-Kanal, Regen und Donau.
Die Behörde hatte in diesem Zusammenhang für die Unterhaltung und den Neu- und Ausbau dieser Wasserstraßen zu sorgen. Sie war zuständig für die Gefahrenabwehr, den Betrieb der Schifffahrtsanlagen wie Schleusen, Pegel, Wehre und Schöpfwerke. Sie hatte die Schifffahrtszeichen auf den Wasserstraßen ihres Zuständigkeitsbereichs zu setzen. Die Wasser- und Schifffahrtsdirektion als Schifffahrtspolizei lenkte und regelte den Verkehr auf den Wasserstraßen, untersuchte dort verkehrende Schiffe auf ihre Sicherheit, erteilte Befähigungsnachweise zum Betreiben von Schiffen und hatte Umweltschäden durch Schiffe zu verhüten.

## Nachgeordnete Behörden
Der Wasser- und Schifffahrtsdirektion Süd waren folgende Behörden unterstellt:
- Wasser- und Schifffahrtsamt Aschaffenburg, dann Wasserstraßen- und Schifffahrtsamt Aschaffenburg, 2021 aufgegangen im Wasserstraßen- und Schifffahrtsamt Main.
- Wasser- und Schifffahrtsamt Schweinfurt, dann Wasserstraßen- und Schifffahrtsamt Schweinfurt, 2021 aufgegangen im Wasserstraßen- und Schifffahrtsamt Main.
- Wasser- und Schifffahrtsamt Nürnberg, dann Wasserstraßen- und Schifffahrtsamt Nürnberg, 2019 aufgegangen im Wasserstraßen- und Schifffahrtsamt Donau MDK.
- Wasser- und Schifffahrtsamt Regensburg, dann Wasserstraßen- und Schifffahrtsamt Regensburg, 2019 aufgegangen im Wasserstraßen- und Schifffahrtsamt Donau MDK.
- Wasser- und Schifffahrtsamt Passau (bis zur Zusammenlegung mit dem Wasserstraßen- und Schifffahrtsamt Regensburg am 1. Februar 1978)
- Fachstelle Maschinenwesen Süd
- Fachstelle für Geoinformationen

## Budget
2005 verfügte die Wasser- und Schifffahrtsdirektion Süd über ein Budget von 141,0 Mio. € und verwaltete ein Anlagevermögen im Wert von 4,9 Mrd. €. 67,4 Mio. € wurden 2005 in die Unterhaltung der Schifffahrtsstraßen der WSD-Süd investiert.